# Phorbas (roi d'Argos)
Pour les articles homonymes, voir Phorbas.
Dans la mythologie grecque, Phorbas (en grec ancien Φόρβας / Phorbas) est un roi de la ville d'Argos, dans le Péloponnèse.

## Mythe
Les sources antiques lui donnent deux géniteurs différents : selon Pausanias, il est l'un des fils d'Argos et d'Evadné, et donc petit-fils de Zeus ; d'après des scholies sur deux pièces d'Euripide, il est le fils de Criasos (donc petit-fils, et non fils, d'Argos) et de Melantho. Les deux sources s'accordent pour lui donner comme fils Triopas qui est devenu roi d'Argos après lui.
Phorbas est inclus comme le sixième roi d'Argos dans la liste dressée par Tatien le Syrien dans son Discours aux Grecs, écrit vers 168, ainsi que dans La Préparation évangélique d'Eusèbe de Césarée ; dans sa Chronographie, Eusèble indique qu'il a régné 35 ans.
| TABLEAU COMPARATIF DE LA FAMILLE DE PHORBAS SELON LES SOURCES | TABLEAU COMPARATIF DE LA FAMILLE DE PHORBAS SELON LES SOURCES | TABLEAU COMPARATIF DE LA FAMILLE DE PHORBAS SELON LES SOURCES |
| Famille                                                       | Scholies sur Euripide                                         | Pausanias                                                     |
| ------------------------------------------------------------- | ------------------------------------------------------------- | ------------------------------------------------------------- |
| Grands-parents                                                | Argos                                                         | Zeus et Niobé                                                 |
| Parents                                                       | Criasos et Melantho                                           | Argos et Evadné                                               |
| Fratrie                                                       | Ereuthalion, Cleoboea                                         | Piras, Tiryns, Épidauros, Criasos, Ecbasos, Piranthos         |
| Épouse                                                        | Euboea                                                        | -                                                             |
| Enfants                                                       | Arestor, Triopas                                              | Triopas                                                       |

### Sources antiques
- * Pausanias, Description de la Grèce [détail des éditions] [lire en ligne] (II,16, 1).

### Études modernes
- (en) * William Smith, « Phorbas », dans A Dictionary of Greek and Roman biography and mythology, 1867 Lire en ligne.